# Ajahn Brahm
Pour les articles homonymes, voir Brahm.
Ajahn Brahmavamso Mahathera (aussi appelé Ajahn Brahm), de son nom de naissance Peter Betts, est né à Londres le 7 août 1951. Ajahn Brahm est l'abbé du monastère Bodhinyana, de Serpentine (en) (petite ville d'Australie-Occidentale d'environ 2 000 habitants), le directeur spirituel de la Buddhist Society of Western Australia, le conseiller spirituel de la Buddhist Society of Victoria, le conseiller spirituel de la Buddhist Society of South Australia, le patron spirituel de la Buddhist Fellowship de Singapour, et le patron spirituel du Bodhikusuma Centre de Sydney.

## Premières années
Ajahn Brahm, venant d'un milieu ouvrier, a pu étudier la physique théorique à la Cambridge University à la fin des années 1960. Après son doctorat obtenu à Cambridge, il a enseigné une année dans le secondaire avant de partir voyager en Thaïlande pour devenir moine et s'entraîner avec le Vénérable Ajahn Chah Bodhinyana Mahathera.

## Études et ordination
Ajahn Brahm fut ordonné à Bangkok à l'âge de 23 ans par l'abbé de Wat Saket. Chaokhun Brahm lui donna son nom de Brahmavamso (brahma : excellente, vamsa : lignée).
Il consacra ensuite neuf années à étudier et à s'entrainer dans la tradition des Moines de la forêt sous la direction d'Ajahn Chah. C'est un des élèves d'Ajahn Chah parmi les plus célèbres, avec Ajahn Sumedho.

## Arrivée en Australie
Brahm fut invité à Perth (Australie-Occidentale) par la Buddhist Society of Western Australia pour assister Ajahn Jagaro dans son enseignement. En 1983 ils achetèrent 97 acres (39 300 m2) de terrain forestier sur les collines de Serpentine, au sud de Perth. Ce lieu devint le monastère Bodhinyana (du nom de leur instructeur, Ajahn Chah Bodhinyana). Bodhinyana devint ainsi le premier monastère bouddhique de l'hémisphère sud et représente aujourd'hui la plus grande communauté de moines bouddhistes d'Australie.
Ajahn Brahm apprit la plomberie et la maçonnerie et construisit lui-même plusieurs bâtiments du monastère.

## Vers la notoriété
Ajahn Brahm prit en 1994 la succession d'Ajahn Jagaro (en congé sabbatique) à la tête de la Buddhist Society of Western Australia. Il fut bientôt invité à dispenser son enseignement en Australie et en Asie du Sud-Est. Il s'est exprimé au Sommet Bouddhiste International de Phnom Penh en 2002, ainsi qu'à trois GCB (Global Conferences on Buddhism). Il consacre aussi du temps et de l'attention aux malades et aux mourants, en prison ou malades du cancer, à ceux qui veulent apprendre la méditation, et aussi à son sangha de moines de Bodhinyana.
Ajahn Brahm a aussi permis d'établir comme monastère indépendant le monastère de nonnes de Dhammasara à Gidgegannup au nord-est de Perth, dirigé par la nonne australienne Ajahn Sr. Vayama.
À la suite, le 22 octobre 2009, de sa participation dans l'ordination unilatérale de 4 bhikkhunis, il a été exclu du lignage des monastères d'Ajahn Chah le 1er novembre 2009 par décision unanime à l'occasion d'une assemblée exceptionnelle. Cette assemblée était composée des disciples thaïlandais seniors de Ajahn Chah ainsi que Ajahn Sumedho. En Thaïlande, contrairement au Sri Lanka, l'opposition à la restauration d'une ligne d'ordination complète des femmes reste extrêmement vive.

## Réalisations
Lorsqu'il était moine novice, Ajahn Brahm a entrepris la compilation anglaise d'un guide du code monastique bouddhique, le Vinaya, qui devint ensuite la base de la discipline monastique de nombreux monastères Theravada en Occident.
En octobre 2004, Ajahn Brahm a reçu de la Curtin University la médaille John Curtin pour sa vision, son leadership et son engagement dans la communauté australienne. Il travaille actuellement avec des moines et des nonnes de toutes les traditions bouddhistes pour établir la Australian Sangha Association.
Il a écrit plusieurs livres, notamment un manuel de méditation Theravada (Mindfulness, Bliss, and Beyond: A Meditator's Handbook) qui expose en détail les techniques de méditation jhāna. Ses écrits et ses sermons foisonnent d'anecdotes et témoignent d'un humour particulier, non dépourvu d'autodérision. Pour cette raison, certains le surnomment le Seinfeld du bouddhisme.
Ajahn Brahm est également un chaud partisan du dialogue interreligieux, ainsi il a participé le 12 août 2009 avec l'évêque anglican Roger Herft (en) à un dialogue public intitulé : « Que pourraient se dire Jésus et le Bouddha ? ».

## Enseignement
Les ouvrages d'Ajahn Brahm et ses conférences permettent de dégager un enseignement bouddhique original.
L'exposé qu'il fait du bouddhisme se veut rationnel et adapté à la mentalité occidentale. Sa culture scientifique lui permet de porter un regard critique sur la science :

« La science moderne ne cherche pas à remettre en question ses théories favorites. Il y a trop d'intérêts en jeu : pouvoir, prestige, fonds alloués à la recherche. Se consacrer courageusement à la recherche de la vérité ferait sortir de leur confort beaucoup trop de scientifiques. La plupart voient le monde par le petit bout de la lorgnette, un lavage de cerveau et une étroitesse d'esprit dus à leur éducation et aux colloques internes. Les pires sont ceux qui se comportent comme des évangélisateurs, prétendent détenir seuls la vérité, et exigent le droit d'imposer leur point de vue aux autres. »

Il considère que le bouddhisme est une vraie science, une « technologie de l'esprit » sans dogme, qui permet une exploration approfondie de l'esprit, sans a priori. Ainsi la science moderne, dans son dogmatisme, rejette l'hypothèse de la réincarnation, refusant d'examiner des preuves scientifiques pourtant très probantes selon Ajahn Brahm, comme les travaux de Ian Stevenson. Il soutient aussi (comme avant lui Arthur Schopenhauer) la thèse d'une influence très forte du bouddhisme sur le christianisme originel (via l'Inde et l'Égypte), avec des arguments historiques.
Conformément à l'enseignement de l'école Theravāda, Ajahn Brahm insiste sur l'éthique et sur la méditation. L'attitude du méditant devrait être une attitude de contentement, de refus de l'auto-culpabilisation et de la haine de soi-même (caractéristique occidentale, selon Ajahn Brahm), d'acceptation de la vie dans ses aspects positifs et négatifs, pour aller au-delà de la souffrance. En elle-même, la souffrance résulte du fait qu'on « demande à la vie plus que ce qu'elle peut nous donner », et qu'on croit pouvoir la contrôler, alors qu'elle est incontrôlable.

### Ouvrages en anglais
- Who Ordered This Truckload of Dung? : Inspiring Stories for Welcoming Life's Difficulties, Wisdom Publications, 2005 (ISBN 978-0861712786).
- Ajahn Brahm et Jack Kornfield, Mindfulness, Bliss, and Beyond : A Meditator's Handbook, Wisdom Publications, 2006 (ISBN 978-0861712755).
- The Art of Disappearing : The Buddha's Path to Lasting Joy, Wisdom Publications, 2011 (ISBN 978-0861716685).
- Don't Worry, Be Grumpy : Inspiring Stories for Making the Most of Each Moment, Wisdom Publications, 2014 (ISBN 978-1614291671).
- Opening the Door of Your Heart : And other Buddhist Tales of Happiness, Hachette Australia, 2015 (ISBN 978-0733635038).
- Kindfulness, Wisdom Publications, 2016 (ISBN 978-1614291992).
- Bear Awareness : Questions and Answers on Taming Your Wild Mind, Wisdom Publications, 2017 (ISBN 978-1614292562).
- Ajahn Brahm et Chan Master Gojun, Falling is Flying : The Dharma of Facing Adversity, Wisdom Publications, 2019 (ISBN 978-1614294252).

### Ouvrages traduits en français
- La sagesse du moine : 108 histoires sur l'art du bonheur  (trad. Thierry Falissard), Almora, 2013 (ISBN 978-2351180938).
- Manuel de méditation selon le bouddhisme Theravāda  (trad. Thierry Falissard), Almora, 2016 (ISBN 978-2351183076).
- Heureux et grincheux : 108 conseils d'un moine bouddhiste pour profiter de la vie  (trad. Claire Aubreton), Points, 2021 (ISBN 978-2757889381).